# Острови Кука на літніх Олімпійських іграх 2012
Острови Кука на літніх Олімпійських іграх 2012 представляли 8 спортсменів у п'яти видах спорту.

## Результати змагань

### Веслування на байдарках і каное

#### Гребний слалом
| Спортсмен    | Змагання   | Попередні забіги | Попередні забіги | Попередні забіги | Попередні забіги | Попередні забіги | Попередні забіги | Півфінал            | Півфінал            | Фінал               | Фінал               |
| Спортсмен    | Змагання   | Забіг 1          | Місце            | Забіг 2          | Місце            | Найкращий час    | Місце            | Час                 | Місце               | Час                 | Місце               |
| ------------ | ---------- | ---------------- | ---------------- | ---------------- | ---------------- | ---------------- | ---------------- | ------------------- | ------------------- | ------------------- | ------------------- |
| Елла Ніколас | Слалом K-1 | 118.69           | 15               | 118.29           | 16               | 118.29           | 18               | Не пройшов — Report | Не пройшов — Report | Не пройшов — Report | Не пройшов — Report |

### Спринт
| Спортсмен     | Змагання   | Попередні запливи | Попередні запливи | Півфінал   | Півфінал   | Фінал      | Фінал      |
| Спортсмен     | Змагання   | Час               | Місце             | Час        | Місце      | Час        | Місце      |
| ------------- | ---------- | ----------------- | ----------------- | ---------- | ---------- | ---------- | ---------- |
| Джошуа Утанґа | K-1 200 м  | 38.966            | 6                 | Не пройшов | Не пройшов | Не пройшов | Не пройшов |
| Джошуа Утанґа | K-1 1000 м | 4:32.064          | 8                 | Не пройшов | Не пройшов | Не пройшов | Не пройшов |

## Легка атлетика
Чоловіки
| Спортсмен    | Змагання | Попередні забіги | Попередні забіги | Кваліфікація | Кваліфікація | Півфінал   | Півфінал   | Фінал      | Фінал      |
| Спортсмен    | Змагання | Результат        | Місце            | Результат    | Місце        | Результат  | Місце      | Результат  | Місце      |
| ------------ | -------- | ---------------- | ---------------- | ------------ | ------------ | ---------- | ---------- | ---------- | ---------- |
| Патрік Таура | 100 м    | 11.72            | 8                | Не пройшов   | Не пройшов   | Не пройшов | Не пройшов | Не пройшов | Не пройшов |

Жінки
| Спортсмен    | Змагання | Попередні забіги | Попередні забіги | Кваліфікація | Кваліфікація | Півфінал   | Півфінал   | Фінал      | Фінал      |
| Спортсмен    | Змагання | Результат        | Місце            | Результат    | Місце        | Результат  | Місце      | Результат  | Місце      |
| ------------ | -------- | ---------------- | ---------------- | ------------ | ------------ | ---------- | ---------- | ---------- | ---------- |
| Патрісія Теа | 100 м    | 12.47            | 3                | Не пройшов   | Не пройшов   | Не пройшов | Не пройшов | Не пройшов | Не пройшов |

## Вітрильний спорт
Жінки
| Спортсмен       | Змагання     | Перегони | Перегони | Перегони | Перегони | Перегони | Перегони | Перегони | Перегони | Перегони | Перегони | Перегони | Net points | Фінал Місце |
| Спортсмен       | Змагання     | 1        | 2        | 3        | 4        | 5        | 6        | 7        | 8        | 9        | 10       | M*       | Net points | Фінал Місце |
| --------------- | ------------ | -------- | -------- | -------- | -------- | -------- | -------- | -------- | -------- | -------- | -------- | -------- | ---------- | ----------- |
| Гелема Вілльямс | Laser Radial | 41       | 40       | 39       | 40       | 40       | 28       | 39       | 39       | 34       | 40       | EL       | 339        | 41          |

M = Medal race; EL = Не пройшов

## Плавання
Острови Кука отримала два «універсальних місця» з FINA.
Чоловіки
| Спортсмен   | Змагання            | Попередні запливи | Попередні запливи | Півфінал   | Півфінал   | Фінал      | Фінал      |
| Спортсмен   | Змагання            | Час               | Місце             | Час        | Місце      | Час        | Місце      |
| ----------- | ------------------- | ----------------- | ----------------- | ---------- | ---------- | ---------- | ---------- |
| Захарі Пейн | 50 м вільним стилем | 25.26             | 41                | Не пройшов | Не пройшов | Не пройшов | Не пройшов |

Жінки
| Спортсмен    | Змагання            | Попередні запливи | Попередні запливи | Півфінал   | Півфінал   | Фінал      | Фінал      |
| Спортсмен    | Змагання            | Час               | Місце             | Час        | Місце      | Час        | Місце      |
| ------------ | ------------------- | ----------------- | ----------------- | ---------- | ---------- | ---------- | ---------- |
| Селест Браун | 50 м вільним стилем | 29.36             | 54                | Не пройшов | Не пройшов | Не пройшов | Не пройшов |

## Важка атлетика
| Спортсмен    | Змагання            | Ривок     | Ривок | Поштовх   | Поштовх | Всього | Місце |
| Спортсмен    | Змагання            | Результат | Місце | Результат | Місце   | Всього | Місце |
| ------------ | ------------------- | --------- | ----- | --------- | ------- | ------ | ----- |
| Луїза Петерс | понад 75 кг (жінки) | 82        | 13    | 100       | 13      | 182    | 12    |